# Latera
Latera é uma comuna italiana da região do Lácio, província de Viterbo, com cerca de 1.023 (Cens. 2001) habitantes. Estende-se por uma área de 22,66 km², tendo uma densidade populacional de 45,15 hab/km². Faz fronteira com Capodimonte, Gradoli, Onano, Pitigliano (GR), Sorano (GR), Valentano.

## Demografia
| Variação demográfica do município entre 1861 e 2011                               |
|                                                                                   |
| Fonte: Istituto Nazionale di Statistica (ISTAT) - Elaboração gráfica da Wikipedia |